# Zelotes swelus
Zelotes swelus FitzPatrick, 2007 è un ragno appartenente alla famiglia Gnaphosidae.

## Etimologia
Il nome della specie deriva dal termine swelus che in ndebele del nord significa corto, piccolo, in riferimento alla lunghezza dell'embolus.

## Caratteristiche
Questa specie non è stata attribuita a nessun gruppo: si distingue dalle altre per la lunga e ampia protuberanza prolaterale sulla base dell'embolus e per l'embolus stesso di dimensioni ridotte.
L'olotipo maschile rinvenuto ha lunghezza totale è di 3,75mm; la lunghezza del cefalotorace è di 2,08mm; e la larghezza è di 1,03mm.

## Distribuzione
La specie è stata reperita nel Congo meridionale: l'olotipo maschile è stato rinvenuto nei pressi della foresta di Luiswishi, situata nella provincia del Katanga.

## Tassonomia
Al 2016 non sono note sottospecie e dal 2007 non sono stati esaminati nuovi esemplari.